# Rodrigo Battaglia
Rodrigo Battaglia (* 12. Juli 1991 in Morón) ist ein argentinischer Fußballspieler. Der Mittelfeldspieler, der neben dem argentinischen auch den italienischen Pass besitzt, steht derzeit bei Boca Juniors unter Vertrag.

## Karriere

### Vereine
Battaglia spielte in seiner Jugend für CA Vélez Sarsfield und Club Almagro, bevor er im Jahr 2010 zu CA Huracán wechselte. Dort gab er am 3. Oktober 2010 sein Profidebüt, als er bei der 0:3-Auswärtsniederlage gegen Racing Club de Avellaneda in der Startelf stand. Sein erstes Tor als Profifußballer erzielte er am 25. März 2011 beim 2:0-Erfolg gegen Gimnasia y Esgrima La Plata.
Im Januar 2014 wechselte er nach Europa zum portugiesischen Erstligisten Sporting Braga. Hier kam er in Rückrunde der Saison 2013/14 zu acht Einsätzen in der Liga und einem Einsatz im Pokal, bevor er zum Start der Saison 2014/15 an den Ligakonkurrenten Moreirense FC ausgeliehen wurde. Bis zur Winterpause der Folgesaison kam der Mittelfeldspieler wettbewerbsübergreifend 43 mal für den Verein zum Einsatz und schoss dabei vier Tore. Im Anschluss wechselte er für die Rückrunde 2015/16 leihweise zurück in seine Heimat, zum argentinischen Klub Rosario Central. In der Hinrunde der Saison 2016/17 kam es zu einer weiteren Leihe, diesmal wieder innerhalb der portugiesischen Liga an GD Chaves. In der Winterpause 2016/17 kehrte er dann in den Kader des SC Braga zurück.
Zur Spielzeit 2017/18 wechselte Battaglia fest zu Sporting Lissabon. Mit dem Klub aus der portugiesischen Hauptstadt konnte er 2018 und 2019 den Portugiesischen Ligapokal gewinnen. Im Sommer 2020 wurde er für ein Jahr an den spanischen Erstligisten Deportivo Alavés verliehen. Nach Ablauf der Leihe kehrte er jedoch nicht zur Sporting zurück, sondern wurde erneut für ein Jahr verliehen, dieses Mal an den RCD Mallorca. Im August 2022 gab Mallorca bekannt, Battaglia fest verpflichtet zu haben.
Im April 2023 wechselte Battaglia nach Brasilien zu Atlético Mineiro. Sein Vertrag war bis Dezember 2025 gültig. Zum Jahresanfang 2025 ging er seine Heimat, wo er bei Boca Juniors unterzeichnete.

### Nationalmannschaft
Battaglia bestritt im Januar und Februar 2011 im Rahmen der U-20-Südamerikameisterschaft 2011 in Peru neun Spiele für die U20-Nationalmannschaft Argentiniens. Die Mannschaft beendete das Turnier auf dem dritten Platz, wodurch sie für die U-20-Weltmeisterschaft 2011 qualifiziert war. Bei der U-20-WM, die im Juli und August 2011 in Kolumbien ausgetragen wurde, erreichte die argentinische Mannschaft als Gruppensieger die K.o.-Phase und bezwang im Achtelfinale Ägypten, bevor man im Viertelfinale im Elfmeterschießen gegen Portugal ausschied. Battaglia stand dabei in vier der fünf argentinischen Spiele auf dem Rasen.
Im Mai 2018 wurde Battaglia von Nationaltrainer Jorge Sampaoli in das vorläufige Aufgebot für die WM 2018 aufgenommen, gehörte jedoch nicht zum endgültigen Kader für das Turnier in Russland.
Sein Debüt für die argentinische A-Nationalmannschaft gab er schließlich am 11. September 2018 in einem Freundschaftsspiel gegen Kolumbien.

## Erfolge
Sporting Lissabon
- Portugiesischer Ligapokal (Taça da Liga): 2018, 2019

Atlético Mineiro
- Staatsmeisterschaft von Minas Gerais: 2023, 2024